# Matt Chapman
Pour les articles homonymes, voir Chapman.
Matt James Chapman (né le 28 avril 1993 à Victorville, Californie, États-Unis) est un joueur de troisième but des Giants de San Francisco de la Ligue majeure de baseball.

## Carrière
Joueur des Titans de l'université d'État de Californie à Fullerton, Matt Chapman est le 35e athlète sélectionné au total lors du repêchage 2014 de la Ligue majeure de baseball et est le choix de premier tour des Athletics d'Oakland. Il perçoit une prime de 1,75 million de dollars à la signature avec Oakland d'un premier contrat professionnel.
Dans les ligues mineures, où il débute en 2014, Chapman est remarqué pour son habileté à frapper des coups de circuit et pour son excellent jeu défensif au troisième but. Il est élu meilleur joueur de la saison 2016 dans la Ligue du Texas pour ses performances avec les RockHounds de Midland, le club-école de niveau Double-A des Athletics, qu'il quitte en fin d'année pour graduer au niveau Triple-A chez les Sounds de Nashville.
Chapman fait ses débuts dans le baseball majeur avec Oakland le 15 juin 2017.
Le 15 juillet 2017, il réussit son premier coup de circuit aux dépens de Corey Kluber, des Indians de Cleveland.